# Vaudoise Assurances
Vaudoise Assurances — швейцарская страховая компания со штаб-квартирой в Лозанне.  Акции компании котируются на Швейцарской фондовой бирже. Основной владелец — компания Mutuelle Vaudoise
Основана под названием «Взаимное страхование предпринимателей и промышленников кантона Во от несчастных случаев на производстве» (l'Assurance Mutuelle des entrepreneurs et industriels du canton de Vaud contre les accidents) предпринимателями кантона Во в 1895 году в результате введения федеральными властями в 1881 и 1887 годах обязательного страхования от несчастных случаев на производстве. Спустя несколько лет после основания переименована в Assurance Mutuelle Vaudoise.
С 1900 года компания расширила свою деятельность в других кантонах Швейцарии; с 1916 года в немецкоязычной Швейцарии, с 1938 года в италоязычном кантоне Тичино. В 1989 году преобразована в холдинг Vaudoise Assurances Holding SA. Здание штаб-квартиры компании относится к памятникам культуры федерального значения.